# Aristochroa dimorpha
Aristochroa dimorpha is een keversoort uit de familie van de loopkevers (Carabidae). De wetenschappelijke naam van de soort is voor het eerst geldig gepubliceerd in 2000 door Zamotajlov & Fedorenko.